# Paedocypris
Paedocypris este un gen de pești ciprinizi, întâlnit în Asia de Sud-Est, și anume în Filipine, Malaysia și Indonezia.
Cu o lungime de 7,9 mm, femela speciei Paedocypris progenetica din acest gen este cel mai mic pește existent și a fost considerată mult timp cea mai mică vertebrată din lume, până la descoperirea și descrierea broaștei Paedophryne amauensis.

## Specii
În prezent sunt recunoscute trei specii ale acestui gen:
- Paedocypris carbunculus (Britz & Kottelat, 2008)[4]
- Paedocypris micromegethes (Kottelat, Britz, H. H. Tan & K. E. Witte, 2006)[5]
- Paedocypris progenetica (Kottelat, Britz, H. H. Tan & K. E. Witte, 2006)[1]